# Beaufay
Beaufay – miejscowość i gmina we Francji, w regionie Kraj Loary, w departamencie Sarthe.
Według danych na rok 1990 gminę zamieszkiwały 1063 osoby, a gęstość zaludnienia wynosiła 45 osób/km² (wśród 1504 gmin Kraju Loary Beaufay plasuje się na 550. miejscu pod względem liczby ludności, natomiast pod względem powierzchni na miejscu 433.).